# 波尔舍 (瓦兹省)
波尔舍（法語：Porcheux，法語發音：[pɔʁʃø]）是法国瓦兹省的一个市镇，属于博韦区。

## 地理
波尔舍（49°19'56"N, 1°55'30"E）面积4.71 平方千米，位于法国上法蘭西大區瓦兹省，该省份为法国北部内陆省份，北起索姆省，西接厄尔省和滨海塞纳省，南至塞纳-马恩省和瓦兹河谷省，东临埃纳省。
与波尔舍接壤的市镇（或旧市镇、城区）包括：布唐库尔、拉乌苏瓦、茹伊苏泰勒、拉博斯、蒂比维莱尔、韦克桑地区拉科尔讷。

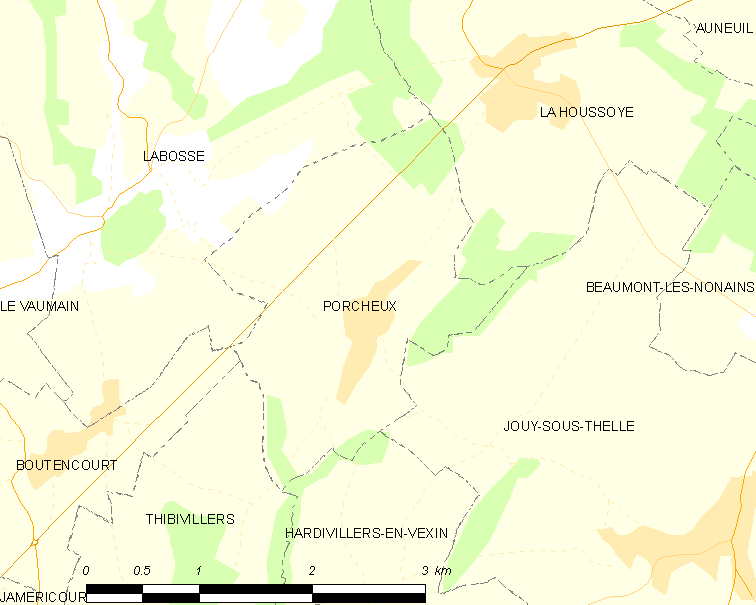
的OSM定位图

波尔舍的时区为UTC+01:00、UTC+02:00（夏令时）。

## 行政
波尔舍的邮政编码为60390，INSEE市镇编码为60510。

## 政治
波尔舍所属的省级选区为博韦第二县。

## 人口

1962-2008年间人口变化图示

波尔舍于2022年1月1日时的人口数量为675人。